# Селест Мецский
Селест (конец III—начало IV века) — второй епископ Мецский, святой, почитаемый Римско-католической церковью (день памяти — 14 октября).
По преданию, святой Селест (Céleste), священник, и святой Феликс, диакон, вместе со святым Климентом, первым епископом Меца, прибыли на берега Мозеля из Рима на проповедь Евангелия.
В 852 году Дрого, епископ Мецский, решил перенести мощи святого Селеста в Мармутье (в Эльзасе), вместе с телом святого Авктора, тринадцатого епископа Меца. По преданию, мощи двух святых решили пронести через город и впереди собирались нести мощи святого Авктора, как более прославленного. Однако процессия не смогла сдвинуться с места, пока на первое место не поставили мощи святого Селеста.
В 1525 году, во время крестьянской войны в Германии, протестанты осквернили монастырский храм Мармутье и перемешали мощи Селеста с мощами других святых, так что отличить их стало никак не возможно.